# دوبرینسکو
دوبرینسکو (به چکی: Dobřínsko) یک منطقهٔ مسکونی در جمهوری چک است که در ناحیه زنویمو واقع شده‌است. دوبرینسکو ۵٫۵۱ کیلومتر مربع مساحت و ۳۷۴ نفر جمعیت دارد و ۲۹۰ متر بالاتر از سطح دریا واقع شده‌است.